# سواريس
سواريس (بالبرتغالية: Hiziel de Souza Soares‏) هو لاعب كرة قدم برازيلي في مركز الهجوم، ولد في 16 مايو 1985 في ماناوس في البرازيل. لعب مع غريميو بورتو أليغرينزي ونادي بوتافغو لكرة القدم ونادي بونتي بريتا ونادي تومبينس ونادي شابيكوينسي ونادي فلومينينسي ونادي فيتوريا ونادي فيغورينسي ونادي فيلا نوفا ونادي كروزيرو.

## وصلات خارجية
- سواريس على موقع قاعدة بيانات كرة القدم.إي يو (الإنجليزية)
- سواريس على موقع قاعدة بيانات كرة القدم.إي يو (الإنجليزية)
- سواريس على موقع Soccerway.com (الإنجليزية)